# Partido Carlos Casares
Carlos Casares ist ein Partido im Norden in der Provinz Buenos Aires in Argentinien. Laut einer Schätzung von 2019 hat der Partido 23.583 Einwohner auf 2.446 km². Der Verwaltungssitz ist die Ortschaft Carlos Casares. Der Partido wurde 1907 von der Provinzregierung geschaffen.

## Orte
Carlos Casares ist in 10 Ortschaften und Städte, sogenannte Localidades, unterteilt.
- Carlos Casares
- Smith
- Bellocq
- Moctezuma
- Cadret
- Hortensia
- Ordoqui
- Mauricio Hirsch
- Colonia Mauricio
- La Sofía